# Naissance en 1047
Naissance
- 1043
- 1044
- 1045
- 1046
- 1047
- 1048
- 1049
- 1050
- 1051

Cette page dresse une liste de personnalités nées au cours de l'année 1047 :
- 5 mars : Yizong (en), empereur de la  dynastie des Xia Occidentaux.
- 9 avril : Judith de Franconie, reine consort de Hongrie et duchesse consort de Pologne
- 28 décembre : Sunjong, roi de la Corée de la dynastie Goryeo.

- Álvar Fáñez (es), militaire espagnol.
- Cai Jing, fonctionnaire du gouvernement et calligraphe chinois ayant vécu durant la dynastie des Song du Nord.
- Hoysala Vinayaditya (en), roi de l'empire Hoysala (Inde).
- Iaropolk de Kiev, prince de la dynastie des Rurikides qui fut prince de Volhynie et de Tourov et Pinsk.
- Qingshui (en), moine Chán, bouddhiste.
- Xiang (en), impératrice consort chinoise.

date incertaine (vers 1047)
- Robert d'Arbrissel, ermite et moine breton.
- Hovhannès Sarkavag, théologien, philosophe, grammairien, mathématicien, musicologue, cosmographe et historien arménien (mort en 1129).